# داني ألفيس
دانييل ألفيس دا سيلفا (بالبرتغالية: Daniel Alves da Silva؛ مواليد 6 مايو 1983)، والمعروف باسم داني ألفيس، لاعب كرة قدم برازيلي يلعب بمركز الظهير الأيمن.
انضم لبرشلونة بمبلغ 32.5 مليون يورو ليصبح المدافع الأغلى في التاريخ في ذلك الوقت. وفاز ألفيس بثلاثية في أول موسم له مع النادي الإسباني وكذلك بكأس السوبر الأوروبية وكأس السوبر وكأس العالم للأندية، وصولا إلى تحقيق السداسية التاريخية. وساعد النادي لينتزع كأس السوبر الإسبانية مرة أخرى، واثنين من ألقاب الدوري، ودوري أبطال أوروبا في السنوات التي تلت ذلك. ويمتلك ألفيس جواز سفر أسباني منذ عام 2005.

## حياته الشخصية
ولد في 6 مايو 1983 في جوازيرو وهي مدينة وبلدية في شرق البرازيل في ولاية باهيا. يعشق ألفيس، اللطيف والاجتماعي، الدراجات النارية. ويقول «عندما أكون خارج كرة القدم أفضل الهدوء والبقاء في المنزل والاستمتاع مع أسرتي. إننا لاعبو الكرة نسافر كثيرًا؛ لذا عندما لا أكون مسافرًا أستمتع بالبقاء في المنزل».
وأُتهم داني ألفيس باغتصاب شابة تبلغ من العمر 23 عاماً في ملهى ليلي ببرشلونة، في 30 ديسمبر 2022 بعد مشاركته مع منتخب البرازيل في مونديال قطر بأيام. وفي 22 فبراير 2024 صدر حكم من المحكمة العليا في كاتالونيا بحسبه أربع سنوات ونصف بتهمة الاعتداء الجنسي على امرأة في ملهى ليلي.

## مسيرته الكروية

### باهيا
بدأ داني ألفيس مشواره مع نادي باهيا في مباراة ضد نادي بارانا، في دوري الدرجة الثانية البرازيلي. وفاز 3-0، وتمكن من صنع هدفين وحصل على ركلة جزاء سجلها لاعب آخر. شرع المدرب ايفاريستو دي ماسيدو بإعطائه مكاناً في الفريق ابتداءً من ذلك الحين فصاعدا. قبل أن ينتقل على سبيل الإعارة إلى النادي الإسباني إشبيلية في الانتقالات الشتوية 2002.

### إشبيلية
بعد موسم 2002-03، سافر ألفيس للعب في بطولة كأس العالم للشباب 2003 حيث حاز على الإعجاب كما فازت البرازيل في البطولة. وكان من بين أفضل 3 لاعبين بالبطولة، وبعد ذلك، قدم إشبيلية عرضاً لانتقاله بشكل دائم. في يونيو 2006 وافق نادي إشبيلية على بيع ألفيس لليفربول، لكن ليفربول لم يتمكن من دفع السعر الذي طلبه اشبيلية الذي كان تقريبًا 8 ملايين يورو.
وفي ديسمبر 2006، وقع عقدا جديدًا مع اشبيلية، يمتد إلى عام 2012. وكان قد حقق نجاحًا في موسم 2006-07، فقد لعب 47 مباراة وسجل خمسة أهداف. لعب أيضًا في مباريات كأس الاتحاد الأوروبي وفاز بالكأس. حصل في 2005 على الجنسية الإسبانية، وهذا سيسمح له بتجاوز أي قيود بشأن عدد المباريات في خارج الاتحاد الأوروبي وإعفائه عند الحاجة إلى تصريح عمل للعب في أيٍ من بلدان الاتحاد الأوروبي.
في 1 أغسطس 2007، قال ألفيس لقناة سبورت تي في البرازيلية SporTV أنه يريد ترك إشبيلية،  وفي وقت لاحق أكد مجدداً رغبته في ترك إشبيلية لصحيفة ماركا الإسبانية، وقال بأنه يشعر بالسعادة من اهتمام نادي تشيلسي الإنجليزي به، وبأنه لا يمكنه رفض هذه الفرصة. وفي مقابلة مع قناة أنتينا 3 في 8 أغسطس، أكد ألفيس بأن وكيل أعماله كان في إنجلترا لبعض الوقت لدراسة عرض تشيلسي، داعياً إشبيلية لدراسة العرض على الأقل. في 16 أغسطس 2007، رفض إشبيلية عرض تشيلسي، وبعد ستة أيام، رفض عرضين آخرين من تشيلسي لداني ألفيس، واعتبارهم أن تكون «وسيلة أقل مما كان متوقعًا.» في وقت لاحق كشف ألفيس عن استياءه من رئيس إشبيلية خوسيه ماريا ديل نيدو لأنه بدد تقدم تشيلسي للحصول على خدماته وأن فكرة انتقاله لتشيلسي قد انهارت مع تعاقد تشيلسي مع البرازيلي الظهير جوليانو بيليتي مقابل رسوم أقل بكثير. بعد الحرب الكلامية بين الجمهور وألفيس ورئيس إشبيلية، أتت وفاة زميله في الفريق أنطونيو بويرتا، ألفيس وبعد ذلك قرر البقاء مع إشبيلية، بعد المصالحة مع رئيس إشبيلية.

### برشلونة

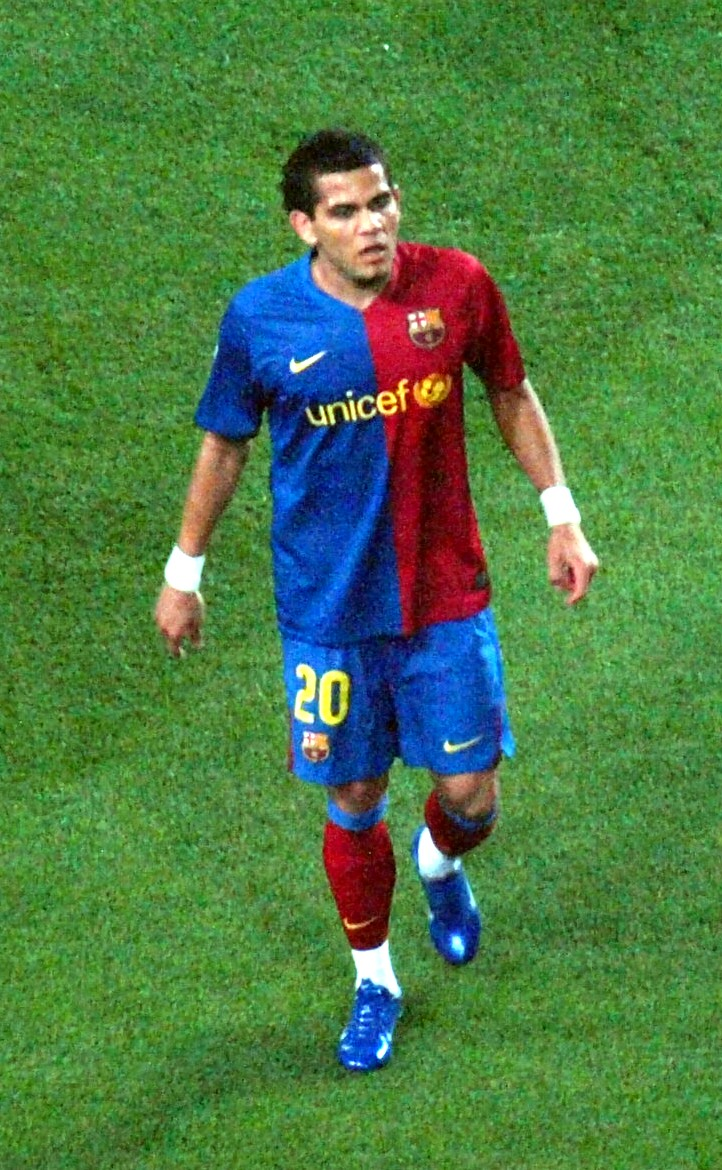
داني ألفيس مع برشلونة.

في 2 يوليو 2008، انضم ألفيس لبرشلونة. غادر إشبيلية وهو يبكي وقال إنه أحب أن يلعب لنادي إشبيلية مرة أخرى. مشيرًا إلى أنه جاء لإشبيلية ولداً وغادر رجلاً، وبعد ذلك اندلع بالبكاء في المؤتمر الصحفي. وكانت قيمة عقد 23 مليون يورو، مع حوالي 7 ملايين ترتبط بأدائه خلال المواسم التي سيقضيها مع برشلونة، مما يجعله أغلى مدافع في العالم،  وثالث أغلى لاعب ينتقل إلى برشلونة. وبلغت مدة العقد 4 سنوات، والذي يتضمن على شرط جزائي بلغ 90 مليون يورو. لعب ألفيس أول مباراة أوروبية لبرشلونة ضد فيسلا كراكوف البولندي في تصفيات دوري أبطال أوروبا 2008-09 الدور الثالث في 13 أغسطس 2008. وقد لعب في الدوري الإسباني في المباراة الافتتاحية للموسم الجديد على مضيفه نومانسيا يوم 31 أغسطس 2008. غاب داني ألفيس في 2009 عن نهائي دوري أبطال أوروبا؛ بسبب الإيقاف، وتمكن برشلونة من الفوز على مانشستر يونايتد 2-0 وفاز بذلك بالثلاثية.
في موسم 2010-11 تمكن ألفيس من تسجيل 4 أهداف وصناعة 20 هدف. منها هدفين في دوري الأبطال، وفي ربع نهائي دوري أبطال أوروبا في مباراة الذهاب ضد شاختار دونتسك الأوكراني تمكن من تسجيل هدف وصناعة آخر. حيث تمكن من إحراز ثنائية الدوري والأبطال في نهاية الموسم. وفي موسم 2011-12 تمكن ألفيس من إحراز لقب كأس ملك إسبانيا. وفي موسم 2012-13 استطاع ألفيس الفوز بلقب الدوري للمرة الرابعة مع ناديه. وفي موسم 2013-14 قام ألفيس بارتداء قميص رقم 22 تضامناً مع زميله صاحب الرقم سابقاً إريك أبيدال بسبب مرض السرطان. وفي موسم 2014-15 أحرز ألفيس ثلاثية الدوري والكأس ودوري الأبطال مع ناديه.

### يوفنتوس
يوم 27 يونيو 2016، أعلن يوفنتوس ضمه لدانييل ألفيس بموجب عقد مدته سنتان قابل للتمديد إلى 3 سنوات. لعب ألفيس أول مباراة رسمية له مع اليوفي يوم 20 أغسطس في الدوري ضد فيورنتينا وانتهت المباراة بفوز يوفنتوس بنتيجة 2–1. يوم 21 سبتمبر 2016، سجل داني أول هدف له مع يوفنتوس وذلك في مباراة في الدوري ضد كالياري انتهت بنتيجة 4–0.

### باريس سان جيرمان
في يوم 12 يوليو 2017، أعلن نادي العاصمة الفرنسية باريس سان جيرمان عن قدوم اللاعب البرازيلي داني ألفيس لعاصمة الأنوار باريس، حيث وقع هناك عقدًا مع الفريق الفرنسي مدته سنتان، وقد مُنح الرقم 32.

### ساو باولو
في يوم 2 أغسطس 2019 أعلن ساو باولو ضم داني ألفيس للفريق بعقد يمتد حتى 2022.

### عودته لبرشلونة
في 12 نوفمبر 2021، أعلن نادي برشلونة عودة داني ألفيس إلى الفريق في صفقة انتقال مجانية تمتد حتى نهاية الموسم.

## مسيرته الدولية

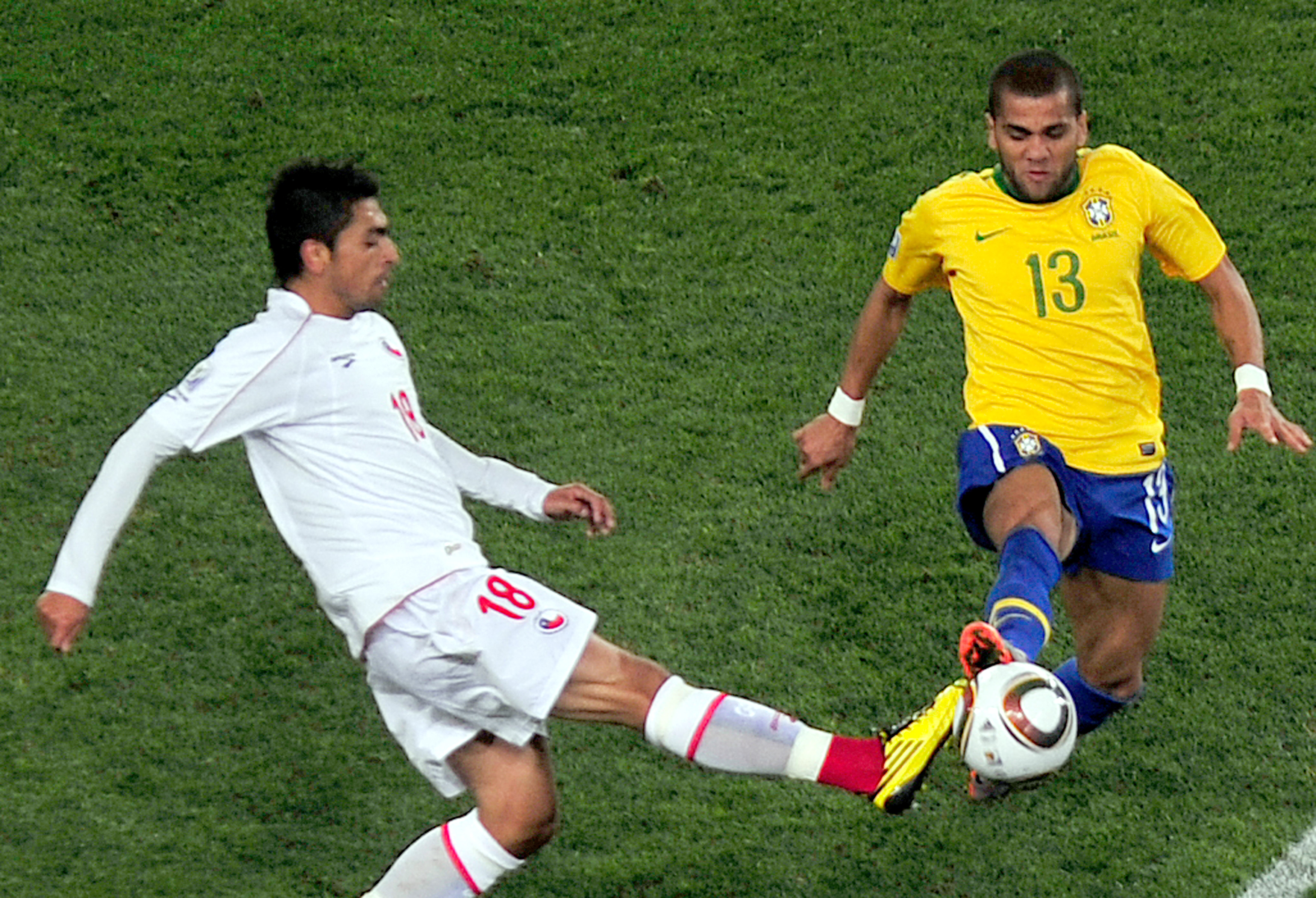
داني ألفيس في كأس العالم 2010.

كانت أول مباراة لألفيس مع البرازيل في مباراة ودية غير رسمية ضد نادي الكويت الكويتي في 7 أكتوبر 2006 وظهر فيها كلاعب بديل. بعد ثلاثة أيام، لعب أول مباراة دولية له في مباراة ودية ضد الإكوادور. تم ضمه في تشكيلة المنتخب البرازيلي في كوبا أمريكا 2007. ولعب أربع مباريات في البطولة بما في ذلك المباراة النهائية ضد الأرجنتين، حيث أنه صنع وسجل في الفوز 3-0. على الرغم من كونه أغلى ظهير أيمن في التاريخ، كان غير قادر على اللعب بشكل منتظم مع المنتخب بسبب اختيار مايكون للعب في مكانه. وكان ألفيس في دكة الاحتياط خلال كأس القارات 2009 نصف النهائي ضد جنوب أفريقيا قبل أن يدخل ويسجل هدف الفوز، من ركلة حرة، والذي سجل مثل طريقة هدف الظهير البرازيلي روبرتو كارلوس في الدقيقة 88 لتفوز البرازيل بالمباراة 1-0. وسجل هدفًا آخر بعيد المدى من ركلة حرة ضد إيران في 7 أكتوبر 2010.

## الإحصائيات

### النادي
آخر تحديث 18 مارس 2018.
| النادي           | الموسم   | الدوري           | الدوري | الدوري  | الكأس  | الكأس   | قاري   | قاري    | أخرى   | أخرى    | المجموع | المجموع |
| النادي           | الموسم   | الدرجة           | الظهور | الأهداف | الظهور | الأهداف | الظهور | الأهداف | الظهور | الأهداف | الظهور  | الأهداف |
| ---------------- | -------- | ---------------- | ------ | ------- | ------ | ------- | ------ | ------- | ------ | ------- | ------- | ------- |
| باهيا            | 2001     | الدوري البرازيلي | 6      | 0       | 0      | 0       | —      | —       | —      | —       | 6       | 0       |
| باهيا            | 2002     | الدوري البرازيلي | 19     | 2       | 6      | 2       | —      | —       | —      | —       | 25      | 4       |
| باهيا            | المجموع  | المجموع          | 25     | 2       | 6      | 2       | —      | —       | —      | —       | 31      | 4       |
| إشبيلية          | 2002–03  | الدوري الإسباني  | 10     | 0       | 1      | 0       | —      | —       | —      | —       | 11      | 0       |
| إشبيلية          | 2003–04  | الدوري الإسباني  | 29     | 1       | 7      | 1       | —      | —       | —      | —       | 36      | 2       |
| إشبيلية          | 2004–05  | الدوري الإسباني  | 33     | 2       | 5      | 0       | 9      | 0       | —      | —       | 47      | 2       |
| إشبيلية          | 2005–06  | الدوري الإسباني  | 36     | 3       | 2      | 0       | 14     | 0       | —      | —       | 52      | 3       |
| إشبيلية          | 2006–07  | الدوري الإسباني  | 34     | 3       | 8      | 0       | 15     | 2       | —      | —       | 57      | 5       |
| إشبيلية          | 2007–08  | الدوري الإسباني  | 33     | 2       | 3      | 0       | 9      | 2       | 2      | 0       | 47      | 4       |
| إشبيلية          | المجموع  | المجموع          | 175    | 11      | 26     | 1       | 47     | 4       | 2      | 0       | 250     | 16      |
| برشلونة          | 2008–09  | الدوري الإسباني  | 34     | 5       | 8      | 0       | 12     | 0       | —      | —       | 54      | 5       |
| برشلونة          | 2009–10  | الدوري الإسباني  | 29     | 3       | 3      | 0       | 12     | 0       | 4      | 0       | 48      | 3       |
| برشلونة          | 2010–11  | الدوري الإسباني  | 35     | 2       | 5      | 0       | 12     | 2       | 2      | 0       | 54      | 4       |
| برشلونة          | 2011–12  | الدوري الإسباني  | 33     | 2       | 5      | 1       | 11     | 0       | 3      | 0       | 52      | 3       |
| برشلونة          | 2012–13  | الدوري الإسباني  | 30     | 0       | 6      | 0       | 10     | 1       | 1      | 0       | 47      | 1       |
| برشلونة          | 2013–14  | الدوري الإسباني  | 27     | 2       | 5      | 0       | 8      | 2       | 2      | 0       | 42      | 4       |
| برشلونة          | 2014–15  | الدوري الإسباني  | 30     | 0       | 5      | 0       | 11     | 0       | —      | —       | 46      | 0       |
| برشلونة          | 2015–16  | الدوري الإسباني  | 29     | 0       | 6      | 1       | 9      | 0       | 4      | 0       | 48      | 1       |
| برشلونة          | المجموع  | المجموع          | 247    | 14      | 43     | 2       | 85     | 5       | 16     | 0       | 391     | 21      |
| يوفنتوس          | 2016–17  | الدوري الإيطالي  | 19     | 2       | 2      | 1       | 12     | 3       | 0      | 0       | 33      | 6       |
| يوفنتوس          | المجموع  | المجموع          | 19     | 2       | 2      | 1       | 12     | 3       | 0      | 0       | 33      | 6       |
| باريس سان جيرمان | 2017–18  | الدوري الفرنسي   | 22     | 1       | 4      | 1       | 8      | 2       | 1      | 1       | 35      | 5       |
| باريس سان جيرمان | المجموع  | المجموع          | 22     | 1       | 4      | 1       | 8      | 2       | 1      | 1       | 35      | 5       |
| الإجمالي         | الإجمالي | الإجمالي         | 488    | 30      | 81     | 7       | 152    | 14      | 19     | 1       | 740     | 52      |

ملاحظات
1. ↑  تشمل كأس البرازيل، كأس ملك إسبانيا وكأس إيطاليا

1. 1 2  جميع المباريات في الدوري الأوروبي
2. ↑  أربعة عشر مباراة وهدفين في الدوري الأوروبي، مباراة واحدة في كأس السوبر الأوروبي
3. ↑  ثمانية مباريات وهدفين في دوري أبطال أوروبا، مباراة واحد في الدوري الأوروبي
4. 1 2 3 4  جميع المباريات في كأس السوبر الإسباني
5. 1 2 3 4 5 6 7  جميع المباريات في دوري أبطال أوروبا
6. ↑  أحد عشر مباراة في دوري أبطال أوروبا، مباراة واحد في الدوري الأوروبي
7. ↑  عشرة مباريات في دوري أبطال أوروبا، مباراة واحدة في كأس السوبر الأوروبي
8. ↑  مباراتين في كأس السوبر الإسباني، ومباراة واحدة في كأس العالم للأندية
9. ↑  ثمانية مباريات في دوري أبطال أوروبا، مباراة واحد في كأس السوبر الأوروبي
10. ↑  جميع المباريات في كأس الأبطال الفرنسي

### المنتخب
آخر تحديث 14 نوفمبر 2017.
| المنتخب  | العام   | الظهور | الأهداف |
| -------- | ------- | ------ | ------- |
| البرازيل | 2006    | 1      | 0       |
| البرازيل | 2007    | 12     | 1       |
| البرازيل | 2008    | 5      | 0       |
| البرازيل | 2009    | 14     | 2       |
| البرازيل | 2010    | 12     | 2       |
| البرازيل | 2011    | 10     | 0       |
| البرازيل | 2012    | 5      | 0       |
| البرازيل | 2013    | 14     | 0       |
| البرازيل | 2014    | 6      | 1       |
| البرازيل | 2015    | 8      | 0       |
| البرازيل | 2016    | 12     | 1       |
| البرازيل | 2017    | 6      | 0       |
| المجموع  | المجموع | 105    | 7       |

### الأهداف الدولية
قائمة الأهداف والنتائج مع منتخب البرازيل الأول.
| # | التاريخ        | المكان                                      | الخصم        | النتيجة | الهدف | المسابقة               |
| - | -------------- | ------------------------------------------- | ------------ | ------- | ----- | ---------------------- |
| 1 | 15 يوليو 2007  | ماراكايبو، فنزويلا                          | الأرجنتين    | 3–0     | 3–0   | كوبا أمريكا 2007       |
| 2 | 6 يونيو 2009   | مونتيفيديو، أوروغواي                        | الأوروغواي   | 1–0     | 4–0   | تصفيات كأس العالم 2010 |
| 3 | 25 يونيو 2009  | جوهانسبورغ، جنوب أفريقيا                    | جنوب إفريقيا | 1–0     | 1–0   | كأس القارات 2009       |
| 4 | 7 أكتوبر 2010  | ستاد مدينة زايد الرياضية، أبوظبي، الإمارات  | إيران        | 1–0     | 3–0   | ودية                   |
| 5 | 11 أكتوبر 2010 | ملعب برايد بارك، ديربي، إنجلترا             | أوكرانيا     | 1–0     | 2–0   | ودية                   |
| 6 | 3 يونيو 2014   | ملعب سيرا دورادا، غوياس، البرازيل           | بنما         | 2–0     | 4–0   | ودية                   |
| 7 | 29 مارس 2016   | ملعب ديفنسوريس دل تشاكو، أسونسيون، باراغواي | باراغواي     | 2–2     | 2–2   | تصفيات كأس العالم 2018 |

## الإنجازات

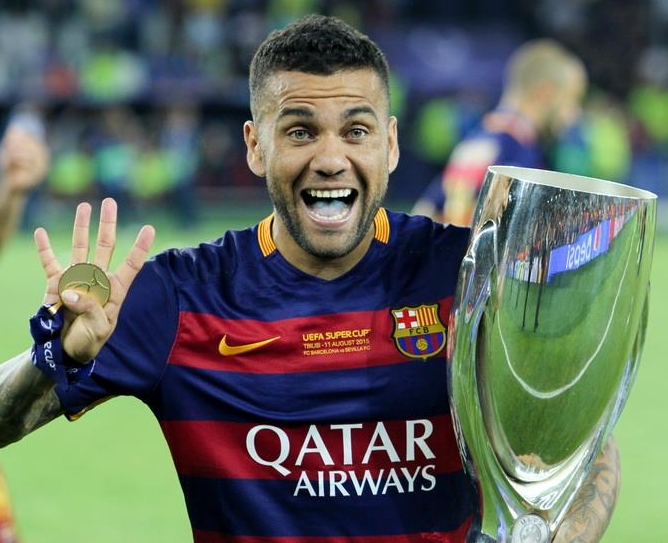
داني ألفيس حاملا كأس بطولة كأس السوبر الأوروبي سنة 2015.

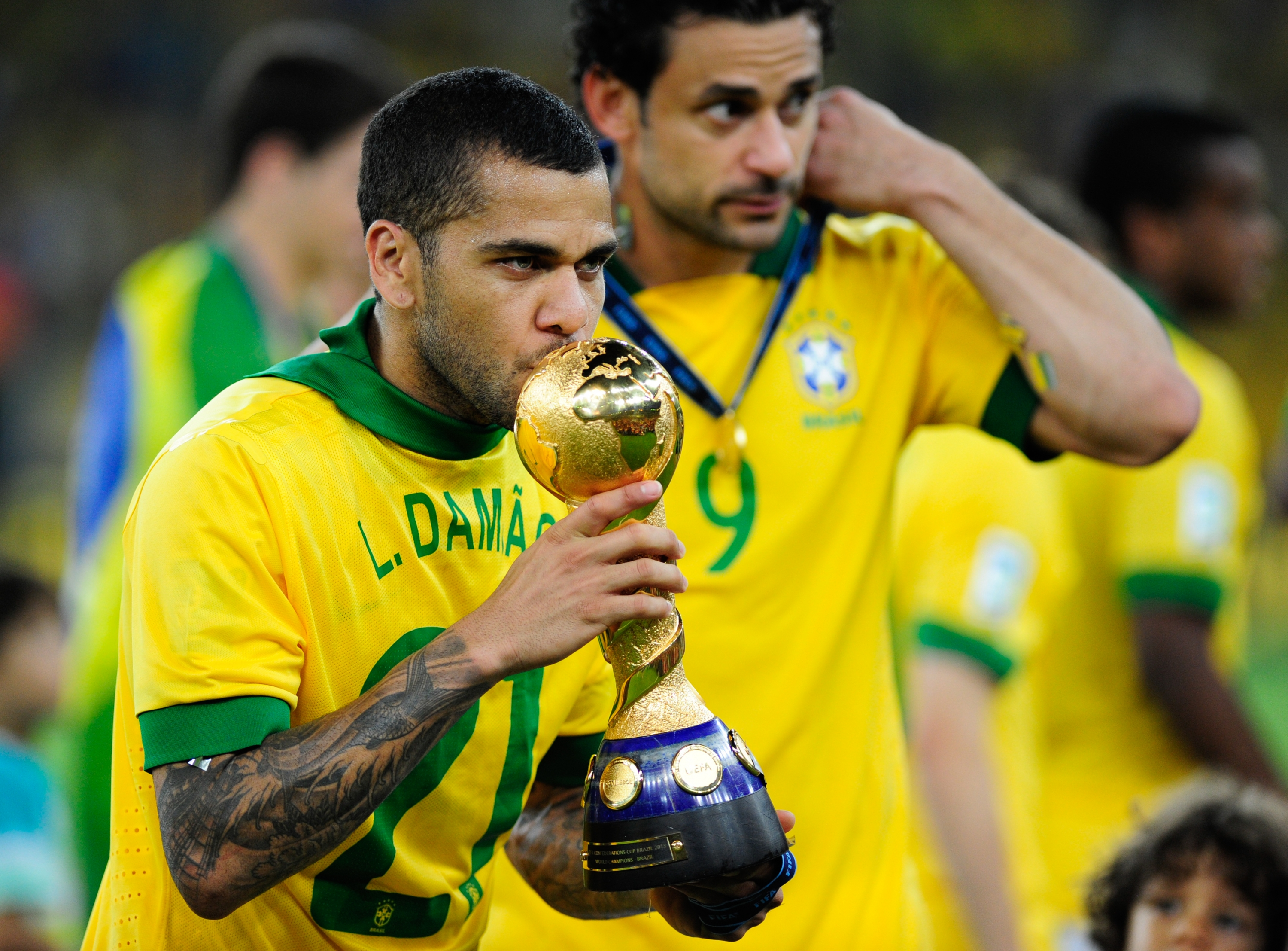
داني ألفيس حاملا كأس بطولة كأس القارات سنة2009.

### النادي
باهيا
- كامبيناتو دو نورديستي (2): 2001، 2002
- كامبيناتو بايانو (1): 2001

إشبيلية
- الدوري الأوروبي (2): 2005–06، 2006–07
- كأس السوبر الأوروبي (1): 2006
- كأس ملك إسبانيا (1): 2007
- كأس السوبر الإسباني (1): 2007

برشلونة
- الدوري الإسباني (6): 2008–09، 2009–10، 2010–11، 2012–13 2014–15، 2015–16.
- كأس ملك إسبانيا:( 4): 2008–09، 2011–12، 2014–15، 2015–16.
- كأس السوبر الإسباني (4): 2009، 2010، 2011، 2013.
- دوري أبطال أوروبا (3): 2008–09، 2010–11، 2014–15.
- كأس السوبر الأوروبي (3): 2009، 2011، 2015.
- كأس العالم للأندية (3): 2009، 2011، 2015.

يوفنتوس
- الدوري الإيطالي (1): 2016–17.
- كأس إيطاليا (1): 2016–17.

باريس سان جيرمان
- كأس الأبطال الفرنسي (1): 2017
- الدوري الفرنسي (1): 2017

### المنتخب
- كأس العالم تحت 20 سنة لكرة القدم (1): 2003
- كوبا أمريكا (2): 2007، 2019
- كأس القارات (2): 2009، 2013

### الفردية
- أفضل لاعب في كأس الاتحاد الأوروبي (مرة): 2006
- أفضل لاعب في كأس السوبر الأوروبي (مرة): 2006
- فيفا برو العالمي الحادي عشر (مرة): 2009
- فريق السنة من المجلات الرياضية الأوروبية: 4 2006–07، 2008–09، 2009–10، 2010-11
- فريق السنة من الاتحاد الأوروبي (مرتين): 2007، 2009
- أفضل مدافع في الدوري الإسباني (مرة): 2009

## وصلات خارجية
- لمعلومات الشخصية من موقع bdfutbol
- دانييل ألفيس من موقع يويفا
- Dani Alves lucirá el dorsal '22' como homenaje a Abidal (بالإسبانية)
- داني ألفيس على موقع الاتحاد الدولي (مؤرشف)  (الإنجليزية)
- داني ألفيس على موقع الاتحاد الأوربي (الإنجليزية)
- داني ألفيس على موقع إي إس بي إن إف سي (الإنجليزية)
- داني ألفيس على موقع قاعدة بيانات كرة القدم.إي يو (الإنجليزية)
- داني ألفيس على موقع ليكيب (الفرنسية)
- داني ألفيس على موقع ناشيونال فوتبول تيمز (الإنجليزية)
- داني ألفيس على موقع Soccerbase.com (لاعب) (الإنجليزية)
- داني ألفيس على موقع Soccerway.com (الإنجليزية)
- داني ألفيس على موقع عالم كرة القدم.نت (الإنجليزية)
- داني ألفيس على موقع كووورة